# Криленко Микола Васильович
Микола Васильович Криленко (партійне прозвисько — Абрам; 2 (14) травня 1885, с. Бехтєєво, Смоленська губернія, Російська імперія — розстріляний 29 липня 1938, розстрільний полігон «Комунарка», Московська область, СРСР) — радянський державний і партійний діяч, верховний головнокомандувач російської армії після Жовтневого перевороту 1917 року. Кандидат у члени ЦВК СРСР I—IV скликань. Член Центральної контрольної комісії ВКП(б) у 1927—1934 роках. Один із фундаторів радянської каральної системи і організаторів масових репресій, жертвою яких згодом став і сам.

## Життєпис

### Ранні роки
Народився в родині службовця, колишнього студента, якого за революційну діяльність виключили з університету і вислали на проживання в село.
В 1890 році разом із родиною переїхав до Смоленська, де його батько був редактором у газеті опозиційного спрямування «Смоленський вісник». У 1902 р. родина переїхала до міста Кельці, а потім до Любліну, де його батько отримав посаду акцизного чиновника.
В 1895 році поступив у гімназію у Любліні, яку закінчив в 1903 році. Восени 1903 року вступив до історико-філологічного факультету Петербурзького університету. Брав участь в студентських зборах і вуличних демонстраціях. Член партії РСДРП з грудня 1904 року.

### Революційна діяльність
У квітні 1905 року, ховаючись від загрожуючому йому арешту, Криленко виїхав з Петербургу додому і повернувся до університету тільки у серпні. У цей час навчання в університеті фактично зупинилося, змінившись політичними мітингами в стінах університету. Криленко головував на мітингу, який відбувся 13 жовтня в Технологічному інституті, де Хрустальов-Носарь Г. С. запропонував утворити Раду робітничих депутатів.
У лютому 1906 року під час виборів до першої Думи працював в якості агітатора більшовиків, які закликали бойкотувати ці вибори. У травні — на початку червня 1906 року — один з найгостріших критиків діяльності Думи на мітингах в Петербурзі.
З 1906 року нелегал, був агітатором московського комітету РСДРП (б). У червні 1906 виїхав за кордон до Бельгії і Франції, звідки в листопаді 1906 року повернувся до Петербургу, де працював під прозвиськами «Рено», «Гурняк», «Абрамов». 5 червня 1907 року заарештований в Петербурзі на заводі Крейтона під прізвищем «Постніков» і відданий військово-окружному суду за звинуваченням в участі у військовій організації. Всього у цьому процесі було звинувачено 19 осіб, з них троє (Криленко, Кірнос і Зеленко) 16 вересня 1907 року було виправдано судом. Після звільнення негайно виїхав до Фінляндії, знову взяв участь в партійній роботі, був знову заарештований і відсидівши місяць у в'язниці. 6 грудня 1907 був звільнений і відправлений до Любліну.
У 1909 році Криленко склав іспити й  отримав диплом про закінчення університету. Працював на кафедрі загальної історії та історії слов'ян в Люблінському університеті, викладав літературу та історію в приватних польських школах в Любліні і Сосновці.
З 1911 року працював у більшовицькій газеті «Зірка», потім перейшов до «Правди». Навесні 1911 рока був викликаний до Леніна, який жив в той час у Кракові. 1912 прийняв нову пропозицію В. І. Леніна і виїхав до Петербургу для агітаційної роботи, пов'язаної з виборами до Четвертої Державної думи. Пізніше Криленко став правовим консультантом більшовиків — членів Державної думи.
У 1912—1913 роках відбував військову повинність однорічником у 69-му Рязанському піхотному полку. Після закінчення строку проходження військової служби продовжив революційну діяльність.
Був прикомандирований партією до соціал-демократичної думської фракції. 11 грудня 1913 року знову заарештований і висланий із Петербургу на два роки до Харкова, де екстерном закінчив юридичний факультет Харківського університету. У 1914 року емігрував до Австро-Угорщини, а звідти до Швейцарії. В березні 1915 року брав участь в Бернській партійній конференції.
У червні 1915 року разом з дружиною Розмирович О. Ф. відправлений до Москви на нелегальну роботу. Після повернення до Москви в листопаді 1915 року знову заарештований. Як ухильник від військової служби, Криленко був відправлений до Харкова, де пробув у в'язниці до квітня 1916 року, коли був мобілізований і відправлений у діючу армію. Криленко було присвоєно чин прапорщика, він був офіцером служби зв'язку в 13-му Фінляндському стрілецькому полку 11-ї армії Південно-Західного фронту. З 12 липня по 15 вересня 1916 року знаходився в лазареті у Москві, де лікував екзему лобкової області.

### Вир 1917 року
Після Лютневої революції вів агітацію серед солдатів. Поширював газету «Правда». Був обраний головою спочатку полкового, потім дивізійного і армійського комітетів 11-ї армії. Вів більшовицьку агітацію у військах Південно-Західного фронту. 3 травня був делегований в Петроград, де виступав на зборах Петроградської ради і з'їзду фронтовиків, закликаючи до припинення війни.
Повернувшись на фронт, увійшов в конфлікт з більшістю армійського комітету і склав із себе обов'язки голови. Як представник РСДРП виступав на загальнофронтовому з'їзді в Кременці. В якості представника меншини делегований від армійського комітету на I Всеросійський з'їзд Рад робітничих і солдатських депутатів.
В липневі дні був у Київі. Був заарештований в Могильові в липні 1917 року і доправлений до Києва, де проти нього було порушено справу за звинуваченням у державній зраді. Звільнений у вересні 1917 за наказом військового міністра Верховського О. І.

### В радянському керівництві
26 жовтня (8 листопада) 1917 року Криленко увійшов до першого складу Раднаркому як член Комітету у справах військових і морських (разом з В. О. Антоновим-Овсієнком та П. Ю. Дибенком).
9 (22) листопада 1917 року Ленін і Криленко зажадали від главковерха генерала  М. М. Духоніна негайно вступити в мирні переговори з австро-німецьким командуванням. Духонін відмовився, заявивши, що такі переговори може вести тільки центральний уряд, а не командувач армією. Після цього йому оголосили, що його знімають з посади головнокомандувача, але він повинен продовжувати виконувати свої обов'язки до прибуття нового, яким був призначений Криленко.
Криленко віддав наказ всім частинам припинити бойові дії і самостійно почати переговори з німцями. 20 листопада (3 грудня) Криленко з загоном прибув до Могильову і відсторонив від посади генерала Духоніна. Коли Духонін на автомобілі Криленка прибув на залізничний вокзал, там зібрався натовп через звістку про втечу Лавра Корнілова. Незважаючи на спроби особистого конвою нового голкома врятувати Духоніна, той був розшарпаний розлюченим натовпом. За іншою версією Духонін був убитий матросами-охоронцями Криленка.
У лютому — березні 1918 року Криленко був членом Комітету революційної оборони Петрограда. 4 березня 1918 року подав заяву на ім'я голови Раднаркому В. І. Леніна з проханням звільнити його від обов'язку верховного головнокомандувача і комісара з військових справ. 13 березня 1918 року постановою Раднаркому прохання Криленка було задоволено, а посада головнокомандувача скасована.
З березня 1918 року — член колегії Народного комісаріату юстиції РРФСР.
З травня 1918 по 1931 рік — голова Революційного (Верховного) трибуналу, одночасно в жовтні 1920 — грудні 1922 рік ів завідувач управлінням полювання і член колегії наркомату землеробства РРФСР.
З грудня 1922 по 1931 рік — заступник народного комісара юстиції РРФСР. З 1922 по жовтень 1928 року — старший помічник прокурора РРФСР.
28 листопада 1923 — 2 лютого 1924 року — голова Верховного Суду СРСР.
15 жовтня 1928 — 5 травня 1931 року — прокурор РРФСР.
З 5 травня 1931 по вересень 1937 року — народний комісар юстиції РРФСР. З 20 липня 1936 по 19 січня 1938 року — народний комісар юстиції СРСР.

### Участь в організації масових репресій
У 1918 році Криленко було доручено керувати діяльністю революційних трибуналів, з чого і почалася його діяльність організатора радянського суду і радянської прокуратури. В 1922–1931 роках Криленко був головою Верховного трибуналу при ВЦВК, прокурором РРФСР і СРСР.
У 1931 році він став народним комісаром юстиції. Виступав обвинувачем на головних політичних процесах, серед яких  «Шахтинська справа» (1928),  Процес «Промпартії» (1930), «Процес Союзного Бюро Меншовиків» (1931), «Справа Главтопа», «Справа польських ксьондзів» та інші.
У 1934 році йому було присвоєно вчений ступінь доктора державних і правових наук.
10 лютого 1935 року виступив з доповіддю на нараді працівників юстиції Північного краю в Архангельську.
Активно боровся з А. Я. Вишинським і Винокуровим (голова Верховного Суду СРСР) за вплив в системі органів юстиції СРСР. Підсумком цієї боротьби стала загибель Криленко і його людей, та перемога угруповання Вишинського.

### Арешт, звинувачення і смерть
В 1938 році на першій сесії Верховної Ради СРСР 1-го скликання Криленко піддався критиці, формально — за те, що витрачав занадто багато часу на альпінізм, «коли інші працюють». За наказом народного комісара внутрішніх справ СРСР М. І. Єжова Криленко було заарештовано 31 січня 1938 року. Йому пред'явили звинувачення в зв'язках з антирадянською організацією правих, яку нібито очолював Бухарін, також в тому, що він створив в органах юстиції шкідницьку організацію і здійснював підривну діяльність; що особисто завербував в цю організацію 30 осіб.
Криленко визнав, що ще до революції вів боротьбу проти Леніна, а відразу після революції замишляв з  Бухаріним, П'ятаковим і Преображенським плани боротьби з партією.
Криленко був розстріляний 29 липня 1938 року за вироком  Військової колегії Верховного суду СРСР (ВКВС) в рамках справи про «контрреволюційну фашистсько-терористичну організацію альпіністів і туристів». Похований на полігоні «Комунарка». В 1956 році ВКВС скасувала вирок і повністю реабілітувала його.

## Родина
Перша дружина — Олена Федорівна Розмирович. Друга дружина — Зінаїда Андріївна Железняк.
Діти: сини Сергій і Микола і дочки Ірина та Марина